# Ферн-Ейкерс (Гаваї)
Ферн-Ейкерс (англ. Fern Acres) — переписна місцевість (CDP) в США, в окрузі Гаваї штату Гаваї. Населення — 1965 осіб (2020).

## Географія
Ферн-Ейкерс розташований за координатами 19°30′30″ пн. ш. 155°4′43″ зх. д. / 19.50833° пн. ш. 155.07861° зх. д. (19.508223, -155.078544).  За даними Бюро перепису населення США в 2010 році переписна місцевість мала площу 17,63 км², уся площа — суходіл.

## Демографія
Згідно з переписом 2010 року, у переписній місцевості мешкали 1504 особи в 594 домогосподарствах у складі 366 родин. Густота населення становила 85 осіб/км².  Було 704 помешкання (40/км²).
Расовий склад населення:
| - 39,3 % — білих - 11,7 % — вихідців з тихоокеанських островів - 6,6 % — азіатів - 0,6 % — чорних або афроамериканців - 0,4 % — корінних американців |

До двох чи більше рас належало 40,7 %. Частка іспаномовних становила 15,8 % від усіх жителів.
За віковим діапазоном населення розподілялося таким чином: 24,1 % — особи молодші 18 років, 66,4 % — особи у віці 18—64 років, 9,5 % — особи у віці 65 років та старші. Медіана віку мешканця становила 40,2 року. На 100 осіб жіночої статі у переписній місцевості припадало 105,7 чоловіків;  на 100 жінок у віці від 18 років та старших — 107,1 чоловіків також старших 18 років.
Середній дохід на одне домашнє господарство  становив 43 640 доларів США (медіана — 38 836), а середній дохід на одну сім'ю — 47 999 доларів (медіана — 44 615). Медіана доходів становила 35 962 долари для чоловіків та 38 333 долари для жінок. За межею бідності перебувало 20,0 % осіб, у тому числі 15,6 % дітей у віці до 18 років та 14,0 % осіб у віці 65 років та старших.
Цивільне працевлаштоване населення становило 571 особа. Основні галузі зайнятості: освіта, охорона здоров'я та соціальна допомога — 25,0 %, роздрібна торгівля — 18,6 %, мистецтво, розваги та відпочинок — 9,8 %, публічна адміністрація — 9,6 %.